# 삽간사
삽간사(揷間辭)는 두 단어가 만나 합성어를 이룰 때, 그 사이에 끼어드는 말(음소)을 가리킨다. 접두사, 접미사, 접요사, 접양사 등과 달리 낱말의 뜻을 바꾸는 기능은 없고, 대개 발음을 매끄럽게 하는 구실을 한다.

## 예
- 독일어: -s-, -es- -(e)n-, -er-  -e-
- 네덜란드어: -e-, -s-, -er-
- 스웨덴어: -s-, -e-, -a-
- 노르웨이어: -s-, -e-
- 세르보크로아트어: -o-, -e-
- 러시아어: -е-, -о-
- 한국어: 사이시옷

## 같이 보기
- 합성어
- 연음